# Dolnji Suhor pri Metliki
Dolnji Suhor pri Metliki je naselje u slovenskoj Općini Metliki. Dolnji Suhor pri Metliki se nalazi u pokrajini Dolenjskoj i statističkoj regiji Jugoistočnoj Sloveniji. 

## Stanovništvo
Prema popisu stanovništva iz 2002. godine naselje je imalo 77 stanovnika.